# T. B. Joshua
Temitope Balogun Joshua (* 12. června 1963 – 5. června 2021), spíše známý jako T. B. Joshua byl nigerijský charismatický pastor a televangelista. Byl lídrem a spoluzakladatelem církevního megasboru Synagogue Church of All Nations a řídil televizní stanici Emmanuel TV.
Joshua byl proslulý zejména v Africe a Jižní Americe. Na Facebooku ho sledovalo šest milionů osob. Jeho YouTube kanál Emmanuel TV měl přes milion odběratelů a byl nejsledovanějším křesťanským kanálem na této platformě. V roce 2021 byl však kanál zrušen YouTube kvůli údajně homofobním projevům nenávisti.
Za svou činnost obdržel řadu ocenění, zejména státní řád Nigérie, který mu byl udělen v roce 2008. V roce 2015 byl mediální platformou Irohin-Odua vyhlášen nejvýznamnějším Jorubou dekády. Magazíny The Africa Report a New African Magazine ho zařadily do svých seznamů padesáti nejvýznamnějších Afričanů. Podle časopisu Forbes byl Joshua v roce 2011 třetím nejbohatším pastorem Nigérie; jeho megasbor to ale ihned dementovala. Byl ovšem také velmi kontroverzní osobností. Již v roce 2010 mu například zakázal vstup do země Kamerun.
Joshua zemřel v červnu 2021, týden před svými 58. narozeninami. V lednu 2024 BBC ve svém investigativním dokumentárním filmu Joshuu obvinila z vytvoření sekty, manipulace s věřícími a mnohačetných znásilnění a zneužívání svých následovnic (včetně nezletilých), kterých se měl dopouštět pravidelně po dobu dvaceti let.

## Biografie

### Dětství
Temitope Balogun Joshua se narodil v červnu 1963 ve městě Arigidi Akoko ve státě Ondo na jihozápadě Nigérie. Později tvrdil, že jeho matka těhotná patnáct měsíců a jeho narození doprovázely zázraky, přičemž jeho narození mělo být proroky předpovídáno již celá staletí.
Narodil se v chudé rodině, jejíž příslušníci byli jak křesťané, tak také muslimové. Po smrti svého otce, který byl křesťan, vyrůstal u svého muslimského strýce. Později tvrdil, že v dětství navštěvoval anglikánskou základní školu St. Stephen's v Arigidi Akoko. Po jejím vychození začal pracovat na kuřecí farmě. Snažil se také vstoupit do nigerijské armády, ale byl odmítnut.

### Založení církevního hnutí Synagogue Church of All Nations
Joshua tvrdil, že mu Bůh ve zjevení přikázal založit církev Synagogue Church of All Nations (SCOAN). Megasbor rychle nabíral na popularitě a každotýdenních mší se účastnilo kolem 15 000 lidí. V následujících letech se popularita SCOAN rozšířila i do dalších zemí světa a mše začali navštěvovat i cizinci, kteří byli ubtováni uvnitř areálu v Lagosu. V roce 2013 vydal The Guardian článek, že nedělní mše SCOAN navštěvuje pravidelně 50 000 věřících, což představovalo srovnatelnou kombinovanou návštěvnost Buckinghamského paláce a Toweru. Působení megasboru mělo kladný vliv na rozvoj tamní lokální ekonomiky (podniků a hotelů). V roce 2016 New Telegraph označil megasbor za nějvětší turistickou atrakci v Nigérii. African Travel Times ve stejné době označil SCOAN za nejvíce navštěvované náboženské místo v Západní Africe. V roce 2014 nigerijský imigrační úřad zveřejnil statistiky, které ukazovaly, že šest z každých deseti zahraničních turistů navštěvujících Nigérii, navštíví SCOAN. Noviny This Day v roce 2016 uvedly, že SCOAN navštíví ročně dva miliony osob. Obrovský zájem o SCOAN vedl k navýšení leteckých linek do Lagosu z celého světa.
SCOAN rozšiřoval svůj vliv distribucí videonahrávek svých mší a domnělých zázraků Joshuy. Přestože se nahrávky dostávaly do mnoha zemí světa, včetně Evropy nebo USA, jediná otevřená pobočka SCOAN byla v Ghaně.

### Styl kázání
Americký velvyslanec v Nigérii John Campbell označil Joshuu za osobu s větším vlivem než pravděpodobně mají nigerijští politici. Jeho styl označil za kombinaci kázání letničních, vystupování charismatických pastorů, vystupování coby prorok, činění zázraků, uzdravování, vymítání, potvrzování patriarchátu a homofobie. A to vše s příměsí prvků tradičních afrických náboženství. Joshua během kázání hovořil jorubštinou, nigerijským pidžinem a anglicky.

### Návštěvy zahraničí
Joshua cestoval do Koreje, Singapuru, Indonésie, Austrálie, Kolumbie, Mexika, Peru a Paraguaye, aby uspořádal to, co nazýval „křížovými výpravami“. Navštívil také Izrael, aby získal humanitární cenu od ZAKA a navštívil biblická místa. Joshuovy „Zázračné křížové výpravy“ v Cali v Kolumbii v červenci 2014 se údajně zúčastnilo 100 000 lidí a konala se na Estadio Olímpico Pascual Guerrero. Jiné kázaní předvedl na ikonickém Aztéckém stadionu v Mexiku a během dvou dnů v květnu 2015 ho údajně navštívilo 200 000 lidí.
V červnu 2019 uspořádal dvoudenní akci v amfiteátru na Har Kidumim v Nazaretu v Izraeli, historickém rodném městě Ježíše Krista. Událost byla předmětem intenzivního mediálního pokrytí. Místní náboženští představitelé řekli svým stoupencům, aby akci bojkotovali, a konalo se několik malých protestů volajících po zrušení akce. Odhadem 15 000 lidí z více než 50 zemí přicestovalo, aby se akce zúčastnili, což také výrazně podpořilo místní cestovní ruch.

### Humanitární práce
Ve SCOAN existuje rehabilitační program pro členy milice z nestabilní nigerijské oblasti delty Nigeru, kajícné ozbrojené lupiče a sexuální pracovnice, které mohou přijít do kostela pro „osvobození“.
Joshua poskytl dva elektrické transformátory místní komunitě poté, co ten jejich byl spálen tak, že se již nedal opravit. Věnoval více než 26 milionů nair, aby pomohl obnovit elektřinu a ukončil více než dvouletý výpadek elektřiny ve čtyřech okresech v oblasti Akoko ve státě Ondo. Daroval také finance policii v Nigérii a Ghaně.
SCOAN má „stipendijní program“, který se stará o akademické potřeby tisíců studentů, od primárního až po terciární vzdělávání. V roce 2012 Joshua sponzoroval nigerijskou studentku, která dělala doktorát na Oxfordské univerzitě, a nigerijská média informovala, že od církve obdržela 100 000 liber. Poskytl také stipendium mladému ženě z Botswany ke studiu na Harvardově univerzitě.
Po zemětřesení na Haiti v roce 2010 vyslal Joshua do postižené oblasti tým zdravotnického personálu a humanitárních pracovníků, kteří zřídili polní nemocnici s názvem „Clinique Emmanuel“.
Tým z Emmanuel TV pomáhal obětem zemětřesení, které zasáhlo Ekvádor v dubnu 2016, a poskytl humanitární pomoc v hodnotě více než 500 000 amerických dolarů.
Joshua financoval stavbu a provoz školy v Lahore v Pákistánu s názvem ‚škola Emmanuel‘. Také přestavěl školu ve venkovské oblasti zničené zemětřesením v Ekvádoru v roce 2016 a cestoval do Ekvádoru na otevření školy v červnu 2017.
Několik skupin Nigerijců pokoušejících se ilegálně cestovat do Evropy přes Libyi bylo podporováno v SCOAN po jejich zpětné deportaci z Libye. Příběhy o drsných podmínkách, s nimiž se setkali, a o Joshuově následné pomoci se objevily v titulcích několika místních novin.
V roce 2009 založil fotbalový klub My People FC jako součást snah pomoci mládeži. Dva členové týmu hráli za nigerijské Golden Eaglets na mistrovství světa FIFA U-17 v roce 2009. Sani Emmanuel, který zřejmě žil v SCOANu několik let, byl nejlepším střelcem Nigérie a MVP turnaje. Emmanuel a jeho kolega Ogenyi Onazi podepsali profesionální smlouvy s SS Lazio.
Mezinárodní šampion WBO v lehké střední váze v boxu King Davidson Emenogu řekl, že ho Joshua finančně podporoval během jeho kariéry a údajně prorokoval, že bude mistrem světa v boxu.
Jako uznání za své humanitární aktivity mu bylo v roce 2008 nigerijskou vládou uděleno státní vyznamenání a obdržel také děkovný dopis od Organizace spojených národů. Dále byl poctěn jako velvyslanec míru organizací Arewa Youth Forum, převážně muslimskou organizací, a také mu byla udělena „cena excelence“ od ZAKA, primární izraelské záchranné služby a dobrovolné záchranné služby.

### Vliv na politiku
Několik dní poté, co se John Atta Mills stal prezidentem Ghany v roce 2009, navštívil Joshuův kostel na děkovnou bohoslužbu a tvrdil, že Joshua „prorokoval“ jeho vzestup k moci a konkrétní podrobnosti týkající se jeho těsného vítězství nad Nana Akufo-Addo. Joshua byl pravidelným návštěvníkem Ghany během Millsova raného prezidentství a údajně organizoval „modlitební válečníky“, kteří se modlili na hradě Osu.
Joshuovo údajné „proroctví“ týkající se smrti malawského prezidenta Bingu Muthariky vzbudilo pozornost médií a následně se stalo předmětem vyšetřování malawské vlády; Mutharikova nástupkyně, Joyce Banda, byla také oddanou věřící. Banda tvrdila, že Joshuovy modlitby uzdravily jejího manžela poté, co utrpěl mrtvici, a pravidelně, když byla hlavou státu, navštěvovala Joshuu v Nigérii.
V Tanzanii hrál roli mírotvůrce po tanzanských volbách v roce 2015 a navštívil zemi, aby se setkal a vedl smírčí rozhovory s prezidentem Johnem Magufulim – členem jeho církve – a opozičním vůdcem Edwardem Lowassem. Komentátoři uznali, že jeho návštěva výrazně snížila napětí v zemi po volbách, o nichž opoziční strana tvrdila, že byly plné nesrovnalostí.
Joshua měl klíčový vliv na rozhodnutí bývalého liberijského válečného senátora Prince Yormieho Johnsona podpořit kandidaturu George Weaha na prezidenta v liberijských volbách v roce 2017. Jeho podpora přišla několik dní poté, co byli spolu veřejně spatřeni ve SCOAN, což způsobilo mediální bouři v Libérii. Weahův hlavní oponent a bývalý viceprezident Joseph Boakai také údajně požádal o návštěvu Joshuy.
V listopadu 2019 navštívil Jižní Súdán, kde se setkal s prezidentem Salvou Kiir Mayarditem. Vedl Mayardita a jeho kabinet v modlitbách za mír, které se konaly v prezidentském paláci v Jubě, a vyzval vůdce, aby překonali své neshody ve zprávě vysílané jihosúdánskou státní televizí. Někteří obyvatelé Jižního Súdánu věřili, že Joshua pronesl „proroctví“ o následné vládě jednoty vytvořené v únoru 2020 mezi Mayarditem a rivalem Riekem Macharem.

### Média
V roce 2006 založil vlastní televizní stanici Emmanuel TV. Nedělní mše byly vysílány živě. Stanice je naladitelná v řadě zemí Afriky a z Joshuy udělala jednoho z nejznámějších televangelistů.
Motto Emmanuel TV je 'Změna životů, změna národů, změna světa.' Stanice je známá také svou frází „Vzdálenost není překážka“, která vybízí diváky, aby se „modlili spolu“ s T.B. Joshuou ‚dotykem přes obrazovku‘. Existuje několik tvrzení o lidech, kteří prostřednictvím těchto modliteb obdrželi zázračné „uzdravení“, včetně populární nollywoodské herečky Tonto Dikeh, která řekla, že Joshuovy modlitby ukončily její 14letou závislost na kouření.
V dubnu 2021 YouTube pozastavil kanál Emmanuel TV v důsledku údajných nenávistných projevů Joshuy ve videích na kanálu. V době, kdy byl kanál pozastaven, měl více než 1 800 000 odběratelů a 400 milionů zhlédnutí. Obvinění z nenávistných projevů odkazovala na tvrzení Joshuy v nejméně sedmi videích, že homosexualita je výsledkem posednutí démonickými duchy a že homosexualita může a měla by být vyléčena duchovním vysvobozením. V době pozastavení kanálu to byla nejsledovanější křesťanská služba na platformě.
Google zařadil jedno z videí Emmanuel TV na YouTube jako v Nigérii čtvrtý nejsledovanější klip vůbec.

## Kontroverze
V roce 2010 kamerunský ministr zahraničí Henri Eyebe Ayissi nazval Joshuu „synem ďábla, který předstírá, že je Boží muž“ a stovkám Kamerunců doporučil, aby nepodnikali plánovanou pouť do Lagosu, kde několik dalších zůstalo bez ubytování. Zvěsti o návštěvě Joshuy v Zimbabwe v roce 2012 vedly k intenzivní celonárodní debatě, která vyvrcholila výraznými protesty pastorů a politiků.
V roce 2011 BBC uvedla, že nejméně tři lidé v Londýně s HIV zemřeli poté, co na radu evangelikálních křesťanských pastorů přestali brát léky. Charitativní organizace African Health Policy Network (AHPN) pro prevenci HIV uvedla, že SCOAN, který provozoval kancelář v Southwarku v Londýně, „může“ být jedním z těch, kdo jsou zapojeni do takových praktik; SCOAN reagoval slovy: „nežádáme lidi, aby přestali brát své léky“.
V roce 2014 SCOAN zveřejnili videa, ve kterých muž, který si říkal Mustapha a předstíral, že je členem islámské teroristické skupiny Boko Haram, řekl, že on a čtyři další plánovali bombardovat kostel, ale rozhodl se vyznat tyto plány po vyslechnutí Jozuových modliteb. Videoklip SCOAN k údajnému přiznání se stal virálním na YouTube. Nigerijské hnutí za odpovědnost a dobrou správu vyzvalo úřady, aby prošetřily pravdivost tvrzení.

### Zhroucení budovy hotelu SCOAN
Dne 12. září 2014 se zřítil hotel pro cizince v areálu SCOAN v Lagosu. Při havárii zemřelo nejméně 115 lidí, z nichž 84 byli Jihoafričané. Joshua uvedl, že hotel byl bombardován, ale podle vyšetřovatelů byl špatně postaven.

### Sexuální zneužívání a znásilnění
V roce 2024 BBC zveřejnila závěry z dvouletého vyšetřování, které ukazovaly, že Joshua zneužíval své následovníky více než 15 let. BBC uvedla, že v soukromém prostředí SCOAN v Lagosu žilo nejméně 150 lidí jako učedníci a učednice, někdy po celá léta nebo desetiletí, a mnoho dotazovaných popsalo SCOAN jako kult či sektu. Více než 25 stoupenců církve z různých zemí, včetně Nigérie, Ghany, Británie, USA, Jihoafrické republiky, Namibie a Německa, poukazovalo na údajnéh zneužívání v církvi a ze strany Joshuy osobně, včetně vícenásobných znásilnění, mučení a nucených potratů.
Jedna Namibijská žena řekla, že ji Joshua opakovaně znásilňoval, poprvé, když jí bylo sedmnáct let, a že byla nucena podstoupit pět nebezpečných potratů, když byla ve SCOAN. Jedna Britka také řekla, že ji Joshua napadl a že byla držena na samotce v areálu, kde se několikrát pokusila o sebevraždu.
Několik dalších dotazovaných uvedlo, že byli pravidelně vystaveni fyzickému týrání, jako je bití elektrickými kabely a bičem, a byli vystaveni dlouhodobému nedostatku spánku. Jiní svědci v Nigérii uvedli, že poté, co veřejně odhalili zneužívání, byli napadeni. SCOAN popřel, že by se Joshua dopustil jakéhokoli provinění.
Joshua byl znovu obviněn z předstírání televizního „léčení“ následovníků.

## Rodina
Joshua byl ženatý s Evelyn Joshuou a spolu měli tři děti. Evelyn po smrti svého manžela převzala vedení SCOAN.